# Т-Мобайл
«Т-Мобайл» (до 5 июня 2024 года — «Тинькофф Мобайл») — виртуальный оператор мобильной связи, Full MVNO, входит в группу компаний МКПАО «Т-Технологии», работает на частотных ресурсах t2, в некоторых регионах — на частотных ресурсах МТС, а в Луганской Народной Республике, Донецкой Народной Республике, Запорожской области, Херсонской области, Республике Крым и Севастополе — на частотных ресурсах Миранды и Миртелеком.

## История Оператора
«Т-Мобайл» начал предоставлять услуги в Москве и Санкт-Петербурге c 13 декабря 2017 года. В июле 2018 года оператор объявил об экспансии в регионы. Первыми четырьмя регионами стали Волгоградская область, Краснодарский край, республики Адыгея и Марий Эл. К концу года оператор был представлен уже в 47 регионах, а к весне 2019 года — ещё в шести.
5 июня 2024 года в связи с ребрендингом банка оператор был переименован в «Т-Мобайл».

## Принцип работы
В отличие от большинства других мобильных операторов (в том числе и виртуальных), у «Т-Мобайл» отсутствует фиксированная линейка тарифов, абонент сам выбирает пакет услуг. 
Для подключения к «Т-Мобайл» необходимо заказать SIM-карту, после чего представитель компании привезет её и отдаст в руки клиенту, либо оформить e-SIM онлайн на сайте оператора. 

## Показатели деятельности
В первый год работы «Т-Мобайл» занял около 1 % рынка виртуальных операторов.
За 2023 год выручка ООО «ТМоб» составила 11 млрд. руб., чистый убыток — 34 млн. руб.

## Критика
По данным информационно-аналитического агентства Telecom Daily, в 2018 году «Т-Мобайл» признан «самым выгодным оператором связи при минимальном и среднем потреблении услуг в роуминге».